# Luc Boisnard
 (mai 2013).
Si vous disposez d'ouvrages ou d'articles de référence ou si vous connaissez des sites web de qualité traitant du thème abordé ici, merci de compléter l'article en donnant les références utiles à sa vérifiabilité et en les liant à la section « Notes et références ».
Luc Boisnard est un historien français.

## Biographie
Ancien professeur de lettres et d'histoire à Chinon, le Tourangeau Luc Boisnard, titulaire d'un doctorat d'État à la Sorbonne, est aujourd'hui maître de conférences honoraire de cette université, Paris-IV Sorbonne. On lui doit essentiellement des ouvrages relatifs à la Touraine. Résidant désormais à Saint-Malo, il achève actuellement un dictionnaire des anciennes familles malouines, à paraître prochainement[Quand ?].

## Publications
- La Touraine blanche, collectif dont Luc Boisnard, Grand Ouest.
- Journal d'un artisan tourangeau,1789-1830, OTSI, 1989.
- La noblesse dans la tourmente, 1774-1802 (préface de Pierre Chaunu), Taillandier, 1992.
- Dictionnaire des anciennes familles de Touraine, éditions régionales de l'Ouest, 1992
- Élites bretonnes dans la tourmente, chez l'auteur, 1998.
- Ces messieurs de Chinon, PSR éditions, 2006.

À paraître
- Dictionnaires des anciennes familles malouines.

## Conférence
- Chateaubriand missionnaire bourboniste, compte-rendu des congrès de l'association bretonne, 1998.